# Le Mondial du tatouage
Le Mondial du tatouage est une des plus prestigieuses conventions de tatouage au monde. Avec plus de 30 000 visiteurs en moyenne par an, c’est une des plus grandes conventions en termes d’affluence. Il se déroule au mois de mars et attire plus de 420 artistes tatoueurs. Le salon, organisé par Tin-Tin, se déroule à la Grande Halle de la Villette.
En 2020, le Mondial du tatouage était initialement prévu les 13, 14 et 15 mars. Malheureusement, à cause de la première vague de covid-19 en France, le pays entier a été confiné. Par conséquent, le Mondial a été reporté aux 16, 17 et 18 octobre. Cependant, la France a subi une deuxième vague et donc un deuxième confinement provoquant l'annulation du 10e anniversaire du Mondial du tatouage. 

## Historique
La première édition a eu lieu en 1999, au Bataclan, puis en 2000 au Trianon. Après une longue pause, Tin-Tin décide de le reprendre en 2013, au Centquatre. Depuis 2014, l’évènement se déroule annuellement à la Grande Halle de la Villette.
En 2020, l'édition est annulée à cause de la pandémie de maladie à coronavirus de 2020, ainsi qu'en 2021. 

## Concours et jury
Des concours sont organisés pour récompenser les meilleurs tatouages, dont les prix sont considérés parmi les plus prestigieux dans le milieu du tatouage. Parmi les concours on peut compter ceux des meilleurs tatouages noir et gris, meilleurs tatouages couleurs, les 'Best of Day' et 'Best of Show'.
Le jury est composé de tatoueurs renommés à la fois pour leurs talents artistiques, comme pour leur influence historique dans l’art du tatouage. On y compte Mark Mahoney, Filip Leu, Kari Barba, Luke Atkinson, et Bill Salmon (jusqu’à son décès en 2019),.

## Parrains
Les parrains des éditions passés du Mondial du Tatouage sont Philippe Decouflé (2019), Kad Merad (2018), Maïtena Biraben (2017), Gunther Love et Daphné Bürki (2016), Nicolas Duvauchelle (2015), Tété (2014) et Alizée (2013).

## Concerts
Le Mondial du tatouage propose également des concerts. Parmi les groupes et artistes qui ont joué au Mondial on peut citer : Ultra Vomit, Graveyard, Mass Hysteria, Carpenter Brut, Madball, Orange Goblin, Uncle Acid and the Deadbeats, Hangman's Chair, L'Esprit du Clan, Jennifer Cardini, The Ocean, As They Burn, Burning Heads, Dog Eat Dog, Demi Mondaine, Manu Le Malin. En 2019, la troupe de Philippe Decouflé y a fait plusieurs représentations, accompagné de Nosfell.